# North American Aviation

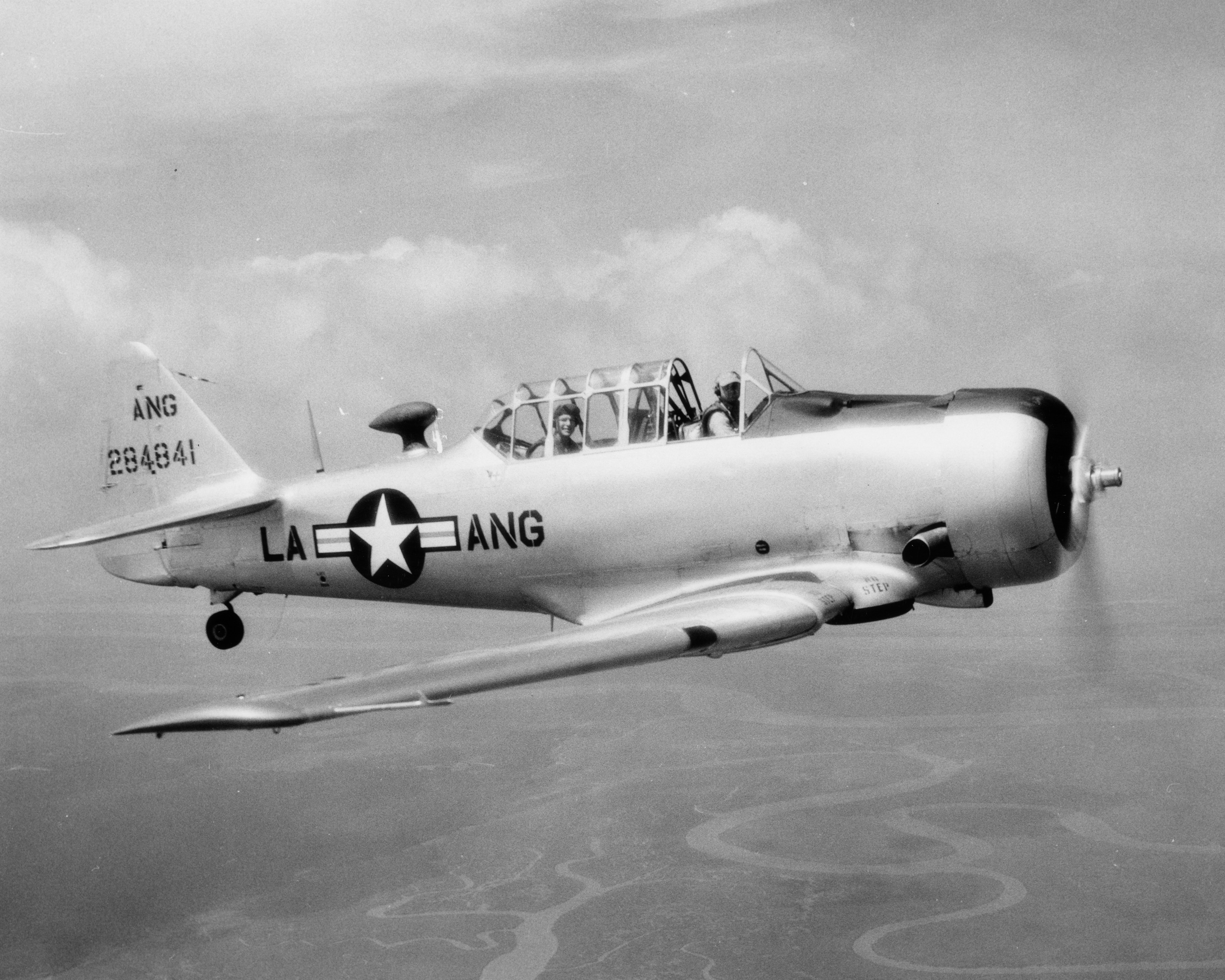
T-6 Texan

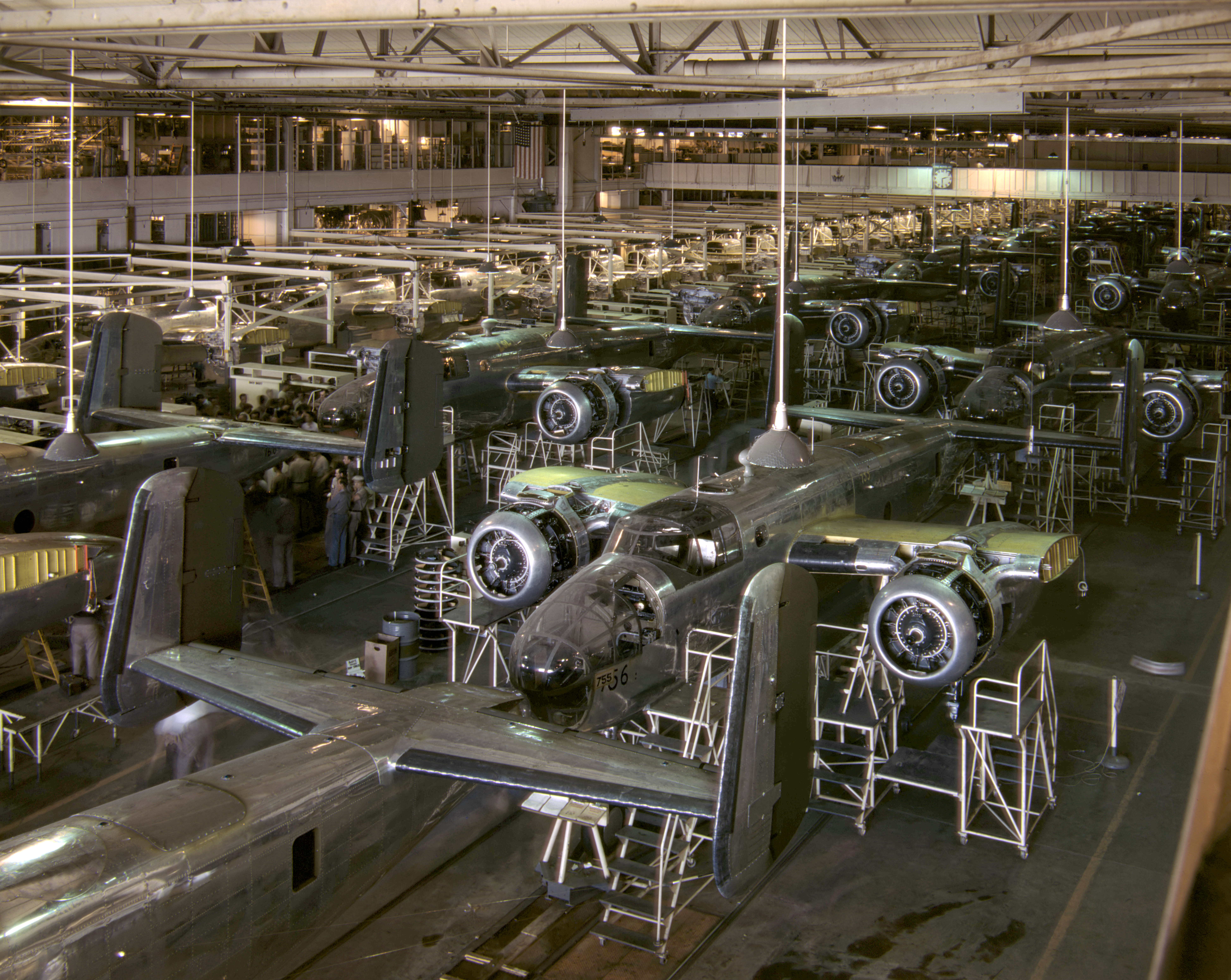
Productie van de B-25 in Inglewood (1942)

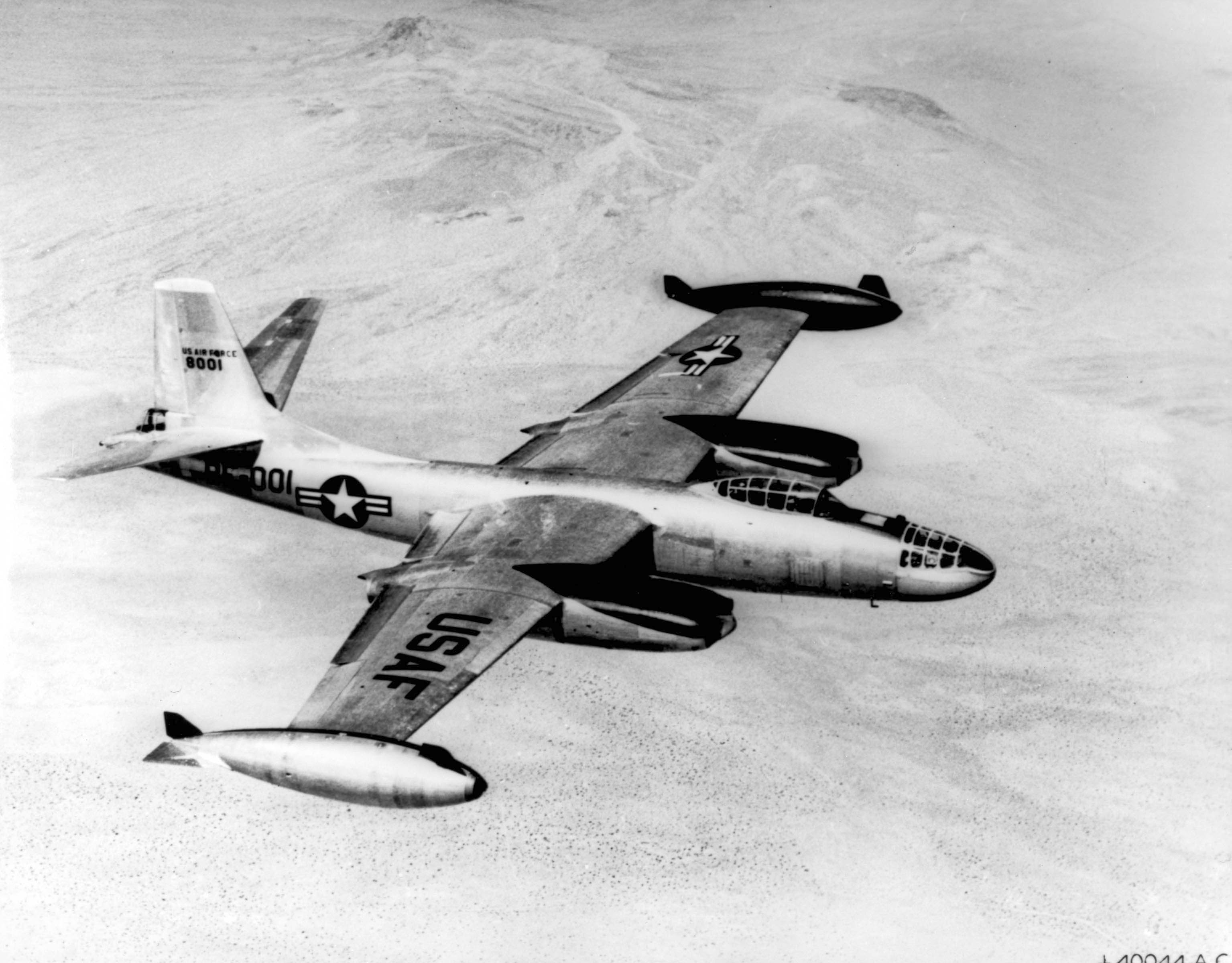
B-45 Tornado (ca. 1950)

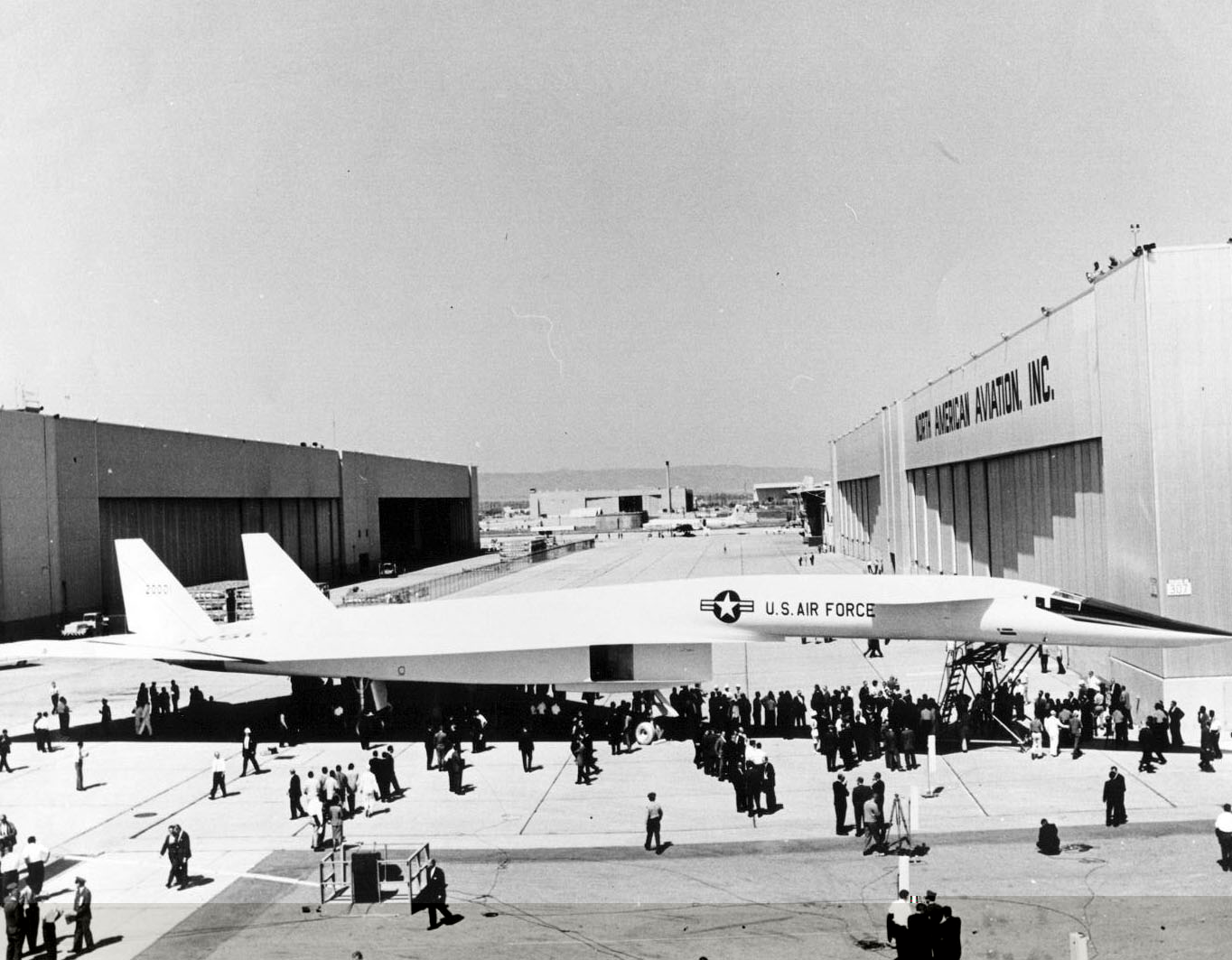
Een XB-70 Valkyrie net uit de fabriek

North American Aviation (NAA) werd in 1928 opgericht door Clement Melville Keys. Het was een belangrijke producent van vliegtuigen voor militair gebruik zoals de P-51 Mustang, de B-25 Mitchel en F-86 Sabre en raakte ook betrokken bij diverse ruimtevaartprogramma’s. De onderneming maakte later deel uit van North American Rockwell, dat weer werd hernoemd naar Rockwell International. Dit laatste bedrijf kwam weer in handen van Boeing.

## De start
Op 6 december 1928 richtte Clement Melville Keys een holdingmaatschappij met de naam North American Aviation. Keys was een investeerder en bracht verschillende luchtvaartmaatschappijen en luchtvaartgerelateerde bedrijven hierin onder. Het kocht belangen in Curtiss Aeroplane, Douglas Aircraft en Transcontinental Air Transport en nam de vliegtuigproducenten Berliner-Joyce en General Aviation Manufacturing Co. over. Deze laatste had een groot belang in de Amerikaanse tak van Fokker.
Nieuwe wetgeving in de vorm van de Air Mail Act van 1934 dwong bedrijven een keuze te maken in welk luchtvaartsegment zij actief wilden blijven. NAA nam afscheid van de luchtvaartbedrijven en ging vanaf 1 januari 1935 verder als vliegtuigproducent. De directie stond onder leiding van James Kindelberger afkomstig van de Douglas Aircraft. General Motors had nog een meerderheidsbelang in NAA genomen en voegde deze samen met zijn andere luchtvaartactiviteiten in 1933. De naam North American Aviation bleef overigens wel in gebruik. Kindelberger verhuisde de bedrijfsactiviteiten van Dundalk (Maryland) naar Los Angeles in Californië. Het weer was hier beter en het gehele jaar kon worden gevlogen. Hij besloot het bedrijf te richten op vliegtuigen voor opleidingsdoeleinden, zoals de BT-9, ook wel GA-16 genoemd.

## Tweede wereldoorlog
De T-6 Texan kwam in 1937 uit en was het eerste gevechtsvliegtuig van NAA. Het was een doorontwikkeling van de GA-16. Met het zicht op de oorlog werden de capaciteit uitgebreid en kwamen er fabrieken bij. Van de T-6 Texan werden er ruim 15.000 gebouwd en was daarmee het meest gebruikte opleidingstoestel ooit.
De tweemotorige B-25 Mitchell bommenwerper werd geproduceerd in Inglewood in Californië. De B-25 bommenwerper verwierf bekendheid in de Doolittle Raid, de eerste Amerikaanse luchtaanval op Tokio in april 1942, en werd ingezet op alle fronten. De P-51 Mustang werd oorspronkelijk geproduceerd voor Groot-Brittannië als een alternatief voor de Curtiss P-40 Warhawk, die NAA had geweigerd onder licentie te produceren. In 127 dagen ontwikkelde en bouwde NAA dit gevechtsvliegtuig. Op aanraden van de Royal Air Force (RAF) werd de P-51 niet met de oorspronkelijke Allison motor uitgerust, maar met de Rolls-Royce Merlin-motor waardoor de prestaties van het toestel aanmerkelijk verbeterden.
Op basis van de waarde van productiecontracten in oorlogstijd stond NAA op de elfde plaats van alle Amerikaanse bedrijven. Op het hoogtepunt telde het bedrijf 91.000 medewerkers om aan de vraag te voldoen.

## Na de oorlog
Na de oorlog zakten de vliegtuigorders en -productie in en volgde er massa ontslagen, in 1946 telde NAA nog maar 5000 medewerkers. In 1948 verkocht General Motors het belang in NAA. NAA ging door met het ontwikkelen van nieuwe toestellen zoals de B-45 Tornado, een strategische bommenwerper met straalmotoren, en de revolutionaire XB-70 Valkyrie eveneens een experimentele bommenwerper.
De grote doorbraak kwam in 1949 met de F-86 Sabre. Dit toestel werd ingezet tijdens de Koreaanse oorlog en was succesvol in de strijd tegen de MiG-15. Meer dan 9000 F-86’s zijn geproduceerd en zijn opvolger, de F-100 Super Sabre was ook populair. Er werden hiervan zo’n 2300 exemplaren gemaakt tussen 1953 en 1959. In 1952 was de omzet van NAA zo’n US$ 315 miljoen. Daarna ging het minder met het bedrijf, in de late jaren vijftig liepen de projecten voor de F-107- en F-108-straaljagers vast en de opdracht voor de Navaho intercontinentale kruisraketprogramma werd geannuleerd.
In 1955 werd Atomics International opgericht die zich bezig hield met de vroege ontwikkeling van nucleaire technologie en kernreactoren voor zowel commerciële als overheidstoepassingen. Atomics International was betrokken bij het ontwerp, bouw en werking van de eerste kernreactor in Californië bij de fabriek in Downey. Het was de eerste bescheiden kernreactor die elektriciteit produceerde voor het net en een versie werd in 1965 ook gebruikt voor een satelliet. Toen de belangstelling voor kernenergie afnam, ging Atomics International zich richten op andere projecten zoals kolenvergassing en stopte geleidelijk met het ontwerpen en testen van kernreactoren. Atomics International werd uiteindelijk samengevoegd met de Rocketdyne-divisie in 1978.
In 1955 gingen de raketmotoren over in een in aparte divisie Rocketdyne. Deze divisie heeft motoren gemaakt voor de Delta-, Atlas- en Saturnraketten. In 1960 besloot de nieuwe bestuursvoorzitter Lee Atwood de focus te verleggen naar het ruimtevaartprogramma en het bedrijf werd de hoofdaannemer voor de Apollo-commando- en servicemodule. De brand in de Apollo 1 in januari 1967 werd gedeeltelijk aan het bedrijf toegeschreven. 
In maart 1967 fuseerde het met Rockwell-Standard en de twee gingen verder samen onder de naam North American Rockwell. In 1973 veranderde het bedrijf zijn naam opnieuw in Rockwell International en ging de vliegtuigdivisie verder als North American Aircraft Operations. De defensie- en ruimtedivisies van Rockwell International (inclusief de NAA luchtvaartdivisies Autonetics en Rocketdyne) werden in december 1996 verkocht aan Boeing. Rocketdyne werd in 2005 door Boeing verkocht aan Pratt & Whitney, een bedrijfsonderdeel van United Technologies Corporation (UTC). UTC verkocht Rocketdyne aan Aerojet (GenCorp) in 2013 en dat ging samen verder als Aerojet Rocketdyne.